# Ministero della difesa (Iraq)
Il Ministero della difesa (in arabo: وزارة الدفاع العراقية) è il ministero dell'Iraq responsabile della difesa nazionale. Ha anche il controllo delle funzioni di sicurezza interna.

## Autorità
Il ministero della difesa dirige le operazioni di tutte le forze armate irachene, compreso un quartier generale congiunto, il Comando delle forze di terra irachene (che controlla l'esercito), le Forze per operazioni speciali irachene, l'Esercito iracheno, la Marina Irachena (inclusi i Marines) e l'Aeronautica militare irachena.

## Storia
Il ministero della difesa venne disciolto dall'ordine numero 2 dell'Autorità Provvisoria della Coalizione della metà dell'anno 2003. Venne formalmente ristabilito dall'ordine 67 del 21 marzo 2004. Per un periodo ad interim, l'ufficio degli affari di sicurezza dell'Autorità Provvisoria della Coalizione svolse l'effettivo ruolo di ministero della difesa.
L'ufficio di controterrorismo iracheno dirige il comando del controterrorismo iracheno, che è un'ulteriore forza militare con possibilità di essere richiamata direttamente dal primo ministro iracheno. Al 30 giugno 2009, vi era una legge in progresso per un anno per rendere l'ufficio del controterrorismo iracheno un ministero indipendente.

## Ministro della Difesa
La posizione di ministro della difesa divenne vacante nel precedente gabinetto di governo dell'Iraq, approvato il 21 dicembre 2010. Mentre tale carica era vacante, il primo ministro Nuri al-Maliki era l'effettivo ministro della difesa. Saadoun al-Dulaimi servì in seguito come ministro della difesa dal 2011 al 2014. Khaled al-Obaidi servì come ministro della difesa nel gabinetto di governo del primo ministro Haydar al-'Abadi. Juma Inad è l'attuale ministro della difesa, al 2020.
Il ministro della difesa dal 2006 al 2010, era stato il tenente generale Abd al-Qadr Muhammed Jassim al-Obaidi, che era un ufficiale di carriera di fede sunnita e un politico indipendente. Al-Obaidi ebbe un'esperienza limitata e dovette affrontare diversi ostacoli che impedirono la sua effettiva giurisdizione. Alcuni dei maggiori problemi vennero ereditati da uno staff noto per favoritismi, corruzione e divisioni a basi settarie ed etniche. Era un rivale dell'ex ministro dell'interno Jawad al-Bolani, del consigliere per la sicurezza nazionale Muwafaq al-Rubai e il ministro dello staff per gli affari di sicurezza nazionale Shirwan al-Waili. Venne criticato per non essere riuscito a tener testa all'Organizzazione Badr e all'Esercito del Mahdi i cui membri occupavano il suo stesso partito. In aggiunta, come sunnita dovette affrontare degli ulteriori ostacoli nel suo lavoro provenienti da un governo di stampo sciita.
Il 19 settembre 2005, il The Independent riportò la notizia secondo cui approssimativamente un bilione di dollari erano stati rubati da diversi alti ufficiali del ministero della difesa inclusi Hazim al-Shaalan e Ziyad Cattan.
I precedenti ministri della difesa sotto Saddam Hussein inclusero Ali Hassan al-Majid ("Alì il Chimico"). Il primo ministro della difesa dell'Iraq fu Ja'far al-'Askari (1920-1922).

## Lista dei Ministri della Difesa dell'Iraq

### Regno dell'Iraq (1921-1958)
- Ja'far al-'Askari (23 ottobre 1920-16 novembre 1922)
- Nuri al-Sa'id (20 novembre 1922-2 agosto 1924)
- Yasin al-Hashimi (2 agosto 1924-2 giugno 1925)
- Nuri al-Sa'id (26 giugno 1925-8 gennaio 1928)
- Abd al-Muhsin al-Sa'dun (14 gennaio 1928-20 gennaio 1929)
- Muhammad Amin Zaki (28 aprile 1929-25 agosto 1929)
- Nuri al-Sa'id (19 settembre 1929-19 marzo 1930)
- Ja'far al-'Askari (23 marzo 1930-27 ottobre 1932)
- Rashid al-Khawja (3 novembre 1932-18 marzo 1933)
- Jalal Baban (20 marzo 1933- 28 ottobre 1933)

### Repubblica Irachena (1958-1968)
- Abd al-Karim Qasim (14 luglio 1958-8 febbraio 1963) (Indipendente)
- Salih Mahdi Ammash (8 febbraio 1963-10 novembre 1963) (Partito Ba'th)
- Hardan al-Tikriti (10 novembre 1963-2 marzo 1964) (Partito Ba'th)
- Tahir Yahya (2 marzo 1964-3 settembre 1965) (Unione Socialista Araba)
- Arif Abd ar-Razzaq (6 settembre 1965-16 settembre 1965) (Unione Socialista Araba)
- Abd al-'Aziz al-'Uqaili (21 settembre 1965-18 aprile 1966)
- Shakir Mahmud Shukri (18 aprile 1966-17 luglio 1968)

### Iraq Ba'thista (1968-2003)
- Ibrahim Abdel Rahman Dawoud (17 luglio 1968-30 luglio 1968) (Indipendente)
- Hardan al-Tikriti (30 luglio 1968-aprile 1970) (Partito Ba'th)
- Hammad Shihab (aprile 1970-30 giugno 1973) (Partito Ba'th)
- Abdullah al-Khadduri (ad interim) (30 giugno 1973-11 novembre 1974) (Partito Ba'th)
- Ahmed Hasan al-Bakr (11 novembre 1974-15 ottobre 1977) (Partito Ba'th)
- Adnan Khairallah (15 ottobre 1977-4 maggio 1989) (Partito Ba'th)
- Abdul-Jabbar Khalil Shanshal (4 maggio 1989-1990) (Partito Ba'th)
- Saadi Toma (12 dicembre 1990-6 aprile 1991) (Partito Ba'th)
- Ali Hassan al-Majid (1991-1995) (Partito Ba'th)
- Sultan Hashim Ahmad al-Tai (1995-2003) (Partito Ba'th)

### Repubblica d'Iraq (2004-oggi)
- Ali Allawi (aprile 2004-giugno 2004) (Indipendente)
- Hazim al-Shaalan (giugno 2004-1º giugno 2005) (Congresso Nazionale Iracheno)
- Saadoun al-Dulaimi (1º giugno 2005-6 marzo 2006) (Indipendente)
- Abdul Qadir Obeidi (6 marzo 2006-21 dicembre 2010) (Indipendente)
- Nuri al-Maliki (21 dicembre 2010-17 agosto 2011) (Coalizione dello Stato di Diritto)
- Saadoun al-Dulaimi (17 agosto 2011-ottobre 2014) (Alleanza dell'Unità dell'Iraq)
- Khaled al-Obaidi (18 ottobre 2014-19 agosto 2016) (Alleanza dell'Unità dell'Iraq)
- Othman al-Ghanmi (ad interim) (19 agosto 2016-30 gennaio 2017) (Coalizione dello Stato di Diritto)
- Erfan al-Hiyali (30 gennaio 2017-24 giugno 2019) (Coalizione dello Stato di Diritto)
- Najah al-Shammari (24 giugno 2019[5]-6 maggio 2020[6])
- Juma Inad (6 maggio 2020-in carica)